# Dichiarazione di Downing Street
La Dichiarazione di Downing Street (DSD) è stata una dichiarazione congiunta emessa il 15 dicembre 1993 dal Primo ministro del Regno Unito, John Major, e dal Taoiseach della Repubblica d'Irlanda, Albert Reynolds, presso l'ufficio del Primo ministro britannico in 10 Downing Street.
La dichiarazione affermava sia il diritto del popolo irlandese all'autodeterminazione, sia che l'Irlanda del Nord sarebbe stata trasferita alla Repubblica d'Irlanda dal Regno Unito solo se la maggioranza della sua popolazione fosse stata favorevole a tale mossa. Includeva anche, nell'ambito della prospettiva della cosiddetta "dimensione irlandese", il principio del consenso secondo cui il popolo dell'isola d'Irlanda aveva il diritto esclusivo di risolvere le questioni tra Nord e Sud di comune accordo.
Quest'ultima affermazione, che in seguito sarebbe diventata uno dei punti dell'Accordo del Venerdì Santo, è stata la chiave per produrre un cambiamento positivo di atteggiamento da parte dei repubblicani verso un accordo negoziato. La dichiarazione congiunta ha anche impegnato i governi a cercare una soluzione costituzionale pacifica e ha promesso che i partiti legati ai paramilitari (come il Sinn Féin) potranno prendere parte ai colloqui, purché abbandonino la violenza.
La dichiarazione, dopo un incontro tra il presidente del Sinn Féin Gerry Adams e il membro del Congresso americano Bruce Morrison, cui fece seguito una dichiarazione congiunta rilasciata da Adams e John Hume, fu ritenuta sufficiente dal Provisional Irish Republican Army per annunciare un cessate il fuoco il 31 agosto 1994 che è stato poi seguito, il 13 ottobre, da un annuncio di cessate il fuoco da parte del Combined Loyalist Military Command.